# Royal Rumble 1999
Royal Rumble (1999) was een professioneel worstel-pay-per-view (PPV) evenement dat georganiseerd werd door de World Wrestling Federation (WWF, nu WWE) Het was de 12e editie van Royal Rumble en vond plaats op 24 januari 1999 in het Arrowhead Pond of Anaheim in Anaheim, Californië.

## Matches
| Nr. | Match                                                                                    | Winnaar(s)       | Opmerkingen                                                                                | Bron  |
| --- | ---------------------------------------------------------------------------------------- | ---------------- | ------------------------------------------------------------------------------------------ | ----- |
| 1D  | Christian vs. Jeff Hardy                                                                 | Christian        | Eén-op-één dark match.                                                                     | [ 2 ] |
| 2H  | The J.O.B. Squad (Bob Holly & Scorpio) vs. Too Much (Brian Christopher vs. Scott Taylor) | The J.O.B. Squad | Tag Team match. Vooraf opgenomen op Heat.                                                  | [ 2 ] |
| 3H  | Mankind vs. Mabel                                                                        | Mankind          | Eén-op-één match. Vooraf opgenomen op Heat.                                                | [ 2 ] |
| 4   | Big Boss Man vs. Road Dogg                                                               | Big Boss Man     | Eén-op-één match.                                                                          | [ 2 ] |
| 5   | Ken Shamrock (c) vs. Billy Gunn                                                          | Ken Shamrock     | Eén-op-één match voor het WWF Intercontinental Championship. Shamrock won door submission. | [ 2 ] |
| 6   | X-Pac (c) vs. Gangrel                                                                    | X-Pac            | Eén-op-één match voor het WWF European Championship.                                       | [ 2 ] |
| 7   | Sable (c) vs. Luna Vachon (met Shane McMahon)                                            | Sable            | Strap match voor het WWF Women's Championship.                                             | [ 2 ] |
| 8   | The Rock vs. Mankind (c)                                                                 | The Rock (nc)    | "I Quit" match voor het WWF Championship.                                                  | [ 2 ] |
| 9   | 30-man Royal Rumble match voor een WWF Championship match op WrestleMania XV.            | Mr. McMahon      | McMahon won door Stone Cold Steve Austin als laatste te elimineren.                        | [ 2 ] |

### Royal Rumble match
| Nr. | Entree                  | Orde | Geëlimineerd door           | Eliminaties | Tijd  | Bron  |
| --- | ----------------------- | ---- | --------------------------- | ----------- | ----- | ----- |
| 1   | Stone Cold Steve Austin | 29   | Mr. McMahon                 | 8           | 56:38 | [ 4 ] |
| 2   | Mr. McMahon             | -    | Winnaar                     | 1           | 56:38 | [ 4 ] |
| 3   | Golga                   | 1    | Stone Cold Steve Austin     | 0           | 00:15 | [ 4 ] |
| 4   | Droz                    | 7    | Mabel                       | 0           | 12:30 | [ 4 ] |
| 5   | Edge                    | 8    | Road Dogg                   | 1           | 11:51 | [ 4 ] |
| 6   | Gillberg                | 2    | Edge                        | 0           | 00:06 | [ 4 ] |
| 7   | Steve Blackman          | 4    | Mabel                       | 0           | 07:22 | [ 4 ] |
| 8   | Dan Severn              | 3    | Mabel                       | 0           | 05:43 | [ 4 ] |
| 9   | Tiger Ali Singh         | 5    | Mabel                       | 0           | 04:02 | [ 4 ] |
| 10  | The Blue Meanie         | 6    | Mabel                       | 0           | 02:59 | [ 4 ] |
| 11  | Mabel                   | 9    | Bradshaw, Faarooq en Mideon | 5           | 01:26 | [ 4 ] |
| 12  | Road Dogg               | 12   | Kane                        | 3           | 10:41 | [ 4 ] |
| 13  | Gangrel                 | 10   | Road Dogg                   | 0           | 00:26 | [ 4 ] |
| 14  | Kurrgan                 | 13   | Kane                        | 0           | 06:54 | [ 4 ] |
| 15  | Al Snow                 | 11   | Road Dogg                   | 0           | 00:47 | [ 4 ] |
| 16  | Goldust                 | 15   | Kane                        | 0           | 04:02 | [ 4 ] |
| 17  | The Godfather           | 14   | Kane                        | 0           | 01:40 | [ 4 ] |
| 18  | Kane                    | 16   | Elimineerde zichzelf.       | 4           | 00:53 | [ 4 ] |
| 19  | Ken Shamrock            | 17   | Stone Cold Steve Austin     | 0           | 04:50 | [ 4 ] |
| 20  | Billy Gunn              | 18   | Stone Cold Steve Austin     | 0           | 07:05 | [ 4 ] |
| 21  | Test                    | 19   | Stone Cold Steve Austin     | 0           | 12:48 | [ 4 ] |
| 22  | Big Boss Man            | 28   | Stone Cold Steve Austin     | 2           | 18:53 | [ 4 ] |
| 23  | Triple H                | 25   | Stone Cold Steve Austin     | 2           | 14:21 | [ 4 ] |
| 24  | Val Venis               | 24   | Triple H                    | 0           | 12:41 | [ 4 ] |
| 25  | X-Pac                   | 20   | Big Boss Man                | 0           | 05:44 | [ 4 ] |
| 26  | Mark Henry              | 22   | Chyna                       | 0           | 07:57 | [ 4 ] |
| 27  | Jeff Jarrett            | 21   | Triple H                    | 0           | 03:39 | [ 4 ] |
| 28  | D'Lo Brown              | 27   | Big Boss Man                | 0           | 09:11 | [ 4 ] |
| 29  | Owen Hart               | 26   | Stone Cold Steve Austin     | 0           | 06:31 | [ 4 ] |
| 30  | Chyna                   | 23   | Stone Cold Steve Austin     | 1           | 00:35 | [ 4 ] |